# Kreditlinie
Als Kreditlinie (oder Kreditrahmen, Kreditfazilität) wird im Bankwesen die betragsmäßige Obergrenze bezeichnet, bis zu der ein Kreditnehmer eine bestimmte Kreditart in Anspruch nehmen darf.

## Allgemeines
Kreditlinie ist ein banktechnischer Ausdruck, der für Kreditarten verwendet wird, die revolvierend in Anspruch genommen werden können. Hierzu gehören die auf einem Girokonto eingeräumten Kontokorrentkredite, Dispositionskredite, Avalkredite, revolvierende Kredite, Stand-by-Kredite oder auch Lombardkredite. Gegensatz zur Kreditlinie ist das Darlehen, das meist auf einem gesonderten Konto verbucht wird und einer regelmäßigen Tilgung unterliegt. Kreditlinien dürfen im Regelfall revolvierend in Anspruch genommen werden, so dass hierbei zwischenzeitlich vorgenommene Tilgungen lediglich vorläufigen Charakter besitzen und durch eine jederzeit statthafte Revalutierung wieder rückgängig gemacht werden können. Die Kreditlinie kann, muss aber nicht bis zur gewährten Höhe in Anspruch genommen werden. Als Kreditnehmer kommen sowohl Unternehmen als auch natürliche Personen in Frage.

## Bedingungen
Kreditlinien werden dem Kreditnehmer meist unter folgenden Kreditbedingungen zur Verfügung gestellt:

### Verwendungszweck
Kreditlinien dienen der Liquiditätssicherung des Kreditnehmers (Ausnahme: Avalkreditlinien und Lombardkredite) und können durch Zahlungsinstrumente des bargeldlosen Zahlungsverkehrs wie Überweisung, Scheck, Wechsel, Bankkarte oder Kreditkarte, aber auch durch Barauszahlung in Anspruch genommen werden. Vorläufige Tilgungen erfolgen durch Gutschriften aus dem unbaren Zahlungsverkehr. Damit dienen Kreditlinien der Abwicklung des Zahlungsverkehrs.

### Art
Man unterscheidet offene Kreditlinien, die dem Kreditnehmer im Rahmen eines Kreditvertrags mitgeteilt werden, und bankinterne Kreditlinien, die dem Kreditnehmer unbekannt bleiben. Einen Auszahlungsanspruch aus § 488 Abs. 1 BGB hat der Kreditnehmer gegen die Bank nur im Falle offener Kreditlinien bis zur Höhe der Kreditlinie, sofern sie ungekündigt sind. Offene Kreditlinien (Stand-by- oder backup-Fazilitäten) werden von Ratingagenturen bei Emittenten etwa von Commercial Papers für ein gutes Rating vorausgesetzt, damit diese Emittenten ihre Papiere zu Lasten dieser Kreditlinien zurückkaufen können. Generell bildet der vereinbarte Kredithöchstbetrag die maximale Obergrenze für die Inanspruchnahme, Überschreitungen werden als Überziehung bezeichnet.

### Besicherung
Kreditlinien können – je nach Bonität des Kreditnehmers – unbesichert (siehe Blankodarlehen) oder gegen Stellung banküblicher Kreditsicherheiten eingeräumt werden. Oft dienen die Sicherheiten selbst zur (vorläufigen) Tilgung der Kreditlinien (Abtretung von Forderungen, Sicherungsübereignung von Umlaufvermögen). Die Kreditlinien stehen dem Kreditnehmer meist erst bei Erfüllung der Auszahlungsvoraussetzungen zur Verfügung.

### Laufzeit
Die Laufzeit von Kreditlinien wird im Normalfall mit der Klausel „bis auf weiteres“ oder „täglich fällig“ versehen. Das bedeutet, dass sowohl der Kreditnehmer als auch die Bank ein Kündigungsrecht mit einer Kündigungsfrist von einem Tag besitzen. Seltener gibt es befristete Kreditlinien mit einer Laufzeit von bis unter einem Jahr, da der nicht in Anspruch genommene Teil nicht unmittelbar kündbarer Kreditlinien mit einer Ursprungslaufzeit von unter einem Jahr zu 20 % und von mehr als einem Jahr Laufzeit zu 50 % mit Eigenmitteln zu unterlegt werden muss. Eine Kreditlinie ist als unmittelbar kündbar anzusehen, wenn das Institut ein fristloses und unbedingtes Kündigungsrecht hat oder eine Bonitätsverschlechterung des Schuldners unmittelbar den Wegfall der eingeräumten Kreditlinie bewirkt. Bei derartigen Kreditlimiten löst die Kreditzusage allein keine Eigenkapitalkosten bei der Bank aus; erst bei Inanspruchnahme der Linie löst der Inanspruch genommene Teil Eigenkapitalkosten aus.

### Kreditzinsen
Die Unterlegung mit Eigenmitteln ist bei offenen Kreditlinien (Kreditzusagen) mit einer Laufzeit über einem Jahr der Grund dafür, dass Banken so genannte Bereitstellungszinsen verlangen. Diese können vom gesamten Kreditlimit oder für den nicht in Anspruch genommenen Teil berechnet werden. Handelt es sich um Kreditlinien, die für Zahlungsverkehrszwecke bereitgestellt werden, wird für die Inanspruchnahme zusätzlich ein Sollzins vereinbart.

## Besondere bankinterne Kreditlinien
Kreditinstitute schließen untereinander und mit Nichtbanken Kassa-, Termin-, Swap- oder Derivatgeschäfte ab. Gemäß Artikel 286 Abs. 2a Kapitaladäquanzverordnung haben die Kreditinstitute die Kreditwürdigkeit ihrer Geschäftspartner (in der Verordnung Gegenparteien genannt) einer Kreditwürdigkeitsprüfung zu unterziehen. Dabei müssen Kreditentscheidungen zur Einräumung bankinterner Kreditlinien für Gegenparteien führen, um das Geschäftsvolumen für jede einzelne Gegenpartei zu limitieren. Bei Kassageschäften heißen diese bankinternen Kreditlinien Erfüllungslimit (englisch settlement limit), alle übrigen Finanzinstrumente werden im Limit für das Wiedereindeckungsrisiko (englisch pre-settlement limit) verbucht. Das besondere Risiko liegt für Banken in der Laufzeit der übrigen Finanzinstrumente, weil sich während dieser Laufzeit der Marktwert dieser Geschäfte verändern kann. Eine Ausfallgefährdung der Gegenpartei liegt vor, wenn diese Geschäfte einen positiven Wiederbeschaffungswert aufweisen und aus Sicht der Bank durch die Marktentwicklung eine Forderung gegen die Gegenpartei entsteht.

## Sonstiges
In der Warenkreditversicherung bzw. bei Lieferantenkrediten wird die Versicherungssumme als Kreditlimit (oder kurz: Limit) bezeichnet. Darunter ist der vom (Waren-)Kreditversicherer zur Verfügung gestellte Deckungsschutz im Falle eines Forderungsausfalls zu verstehen. Kreditlimite werden für jeden Kunden des versicherten Unternehmens auf Basis umfangreicher Bonitätsanalysen festgelegt.
Ferner gibt es noch den Begriff der internen Kreditobergrenze. Dies ist im Bankwesen der höchstmögliche Kreditbetrag, den eine Bank einem einzelnen Kunden aufgrund dessen Kreditwürdigkeit (Rating) einzuräumen bereit ist. Bei den meisten Banken sind bestimmte Ratingstufen mit einer Kreditobergrenze verbunden, die sich durch eine Ratingverschlechterung automatisch reduzieren.
Im Außenhandel wird meist von Swing gesprochen, wenn bilaterale Kreditfazilitäten zwischen Staaten eingeräumt werden.